# Rolowanie kredytu lub obligacji
Rolowanie obligacji polega na zamianie obligacji podlegających wykupowi (tj. obligacji, których okres termin zapadalności minął) na obligacje nowej emisji. Rolowanie obligacji pozwala na odroczenie terminu spłaty zobowiązań, co może być z różnych przyczyn pożądane przez emitenta. Aby zachęcić inwestorów do nabycia obligacji nowej emisji, wspomnianej zamianie często towarzyszą dodatkowe zachęty, jak np. wyższe oprocentowanie lub możliwość zakupu obligacji nowej emisji z dyskontem.
Rolowanie kredytu polega na spłacie wcześniej zaciągniętego kredytu, wykorzystując w tym celu środki pozyskane w wyniku zaciągnięcia nowego kredytu. Rolowanie kredytów może prowadzić do wzrostu zadłużenia, zwiększając ryzyko niewypłacalności kredytobiorcy, jednak w niektórych przypadkach może mieć również pozytywne skutki ekonomiczne. Korzystne dla wyniku finansowego i płynności danego podmiotu może być np. refinansowanie wysoko oprocentowanego kredytu w sytuacji niskich stóp procentowych na rynku międzybankowym. 